# Hygophum
Hygophum è un genere di pesci ossei abissali appartenente alla famiglia Myctophidae.

## Distribuzione e habitat
Il genere è cosmopolita. Nel mar Mediterraneo sono presenti Hygophum benoiti e Hygophum hygomii. Sono pesci batipelagici.

## Specie
- Hygophum atratum
- Hygophum benoiti
- Hygophum bruuni
- Hygophum hanseni
- Hygophum hygomii
- Hygophum macrochir
- Hygophum proximum
- Hygophum reinhardtii
- Hygophum taaningi[1]